# 울산지방검찰청
울산지방검찰청(蔚山地方檢察廳)은 울산지방법원에 대응하여 대응하여 항소사건에 대한 소송 유지 및 항고사건 처리와 행정소송을 비롯해 국가를 당사자로 하는 소송사건을 수행하고 진행을 돕기 위하여 설립된 대한민국 검찰청 부산고등검찰청 소속기관으로 울산지방검찰청 검사장은 차관급 예우를 받는다. 울산광역시 남구 법대로 14번길 37에 위치하고 있다.

## 연혁
- 1912년 부산지방법원 울산지청 검사분국 설치
- 1982년 9월 1일 부산지방검찰청 울산지청 신설
- 1987년 9월 1일 부산고등검찰청 신설로 울산지청 관할이 대구고등검찰청에서 부산고등검찰청으로 이전
- 1989년 8월 26일 수사과 신설
- 1991년 8월 1일 집행과 신설
- 1992년 8월 31일 차장검사제 신설
- 1995년 2월 28일 사무국 신설
- 1996년 11월 1일 3부 신설
- 1996년 12월 31일 공안과 신설
- 1997년 12월 24일 신관 증축
- 1998년 3월 1일 울산지방검찰청 승격
- 1999년 3월 1일 4부 신설
- 2000년 2월 21일 1·2부를 형사 1·2부로, 3·4부는 공안부·특별수사부로 개편
- 2017년 2월 27일 공판송무부 신설(6부 1국 5과)
- 2018년 7월 23일 특별수사부 폐지 및 형사제4부 신설

## 조직

### 울산지방검찰청 검사장

#### 차장검사

##### 공공수사부
- 공공수사지원과

##### 사무국
- 총무과
- 사건과
- 집행과
- 수사과

## 관할 구역
- 1광역시: 울산광역시
- 1시: 양산시

## 역대 검사장

### 부산지방검찰청 울산지청 지청장
- 제1대 김두수 1982년 8월 13일 ~ 1983년 8월 16일
- 제2대 김태조 1983년 8월 17일 ~ 1985년 5월 2일
- 제3대 조재석 1985년 5월 3일 ~ 1987년 6월 14일
- 제4대 김규한 1987년 6월 15일 ~ 1988년 8월 31일
- 제5대 변진우 1988년 9월 1일 ~ 1989년 8월 31일
- 제6대 김진세 1989년 9월 1일 ~ 1990년 11월 4일
- 제7대 안강민 1990년 11월 5일 ~ 1991년 7월 31일
- 제8대 최병국 1991년 8월 1일 ~ 1992년 8월 5일
- 제9대 이명재 (법조인) 1992년 8월 6일 ~ 1993년 3월 22일
- 제10대 주선회 1993년 3월 23일 ~ 1993년 9월 23일
- 제11대 조준웅 1993년 9월 24일 ~ 1994년 9월 22일
- 제12대 김각영 1994년 9월 23일 ~ 1995년 9월 26일
- 제13대 정홍원 1995년 9월 27일 ~ 1996년 7월 31일
- 제14대 장윤석 1996년 8월 1일 ~ 1998년 3월 22일(1998년부터 검사장)

### 울산지방검찰청 검사장
- 제1대 박주환 1998년 3월 23일 ~ 1999년 2월 21일
- 제2대 주선회 1999년 2월 22일 ~ 1999년 6월 8일
- 제3대 명로승 1999년 6월 9일 ~ 2000년 7월 14일
- 제4대 정진규 2000년 7월 15일 ~ 2001년 5월 30일
- 제5대 곽영철 2001년 5월 31일 ~ 2002년 2월 7일
- 제6대 김재기 2002년 2월 8일 ~ 2003년 3월 12일
- 제7대 안영욱 2003년 3월 13일 ~ 2004년 5월 31일
- 제8대 권재진 2004년 6월 1일 ~ 2005년 4월 7일
- 제9대 김태현 2005년 4월 8일 ~ 2006년 2월 5일
- 제10대 천성관 2006년 2월 6일 ~ 2007년 3월 4일
- 제11대 박한철 2007년 3월 5일 ~ 2008년 3월 10일
- 제12대 노환균 2008년 3월 11일 ~ 2009년 1월 18일
- 제13대 김학의 2009년 1월 19일 ~ 2009년 8월 11일
- 제14대 남기춘 2009년 8월 12일 ~ 2010년 7월 14일
- 제15대 박청수 2010년 7월 15일 ~ 2011년 8월 21일
- 제16대 조영곤 2011년 8월 22일 ~ 2012년 7월 17일
- 제17대 강경필 2012년 7월 18일 ~ 2013년 4월 9일
- 제18대 변찬우 2013년 4월 10일 ~ 2013년 12월 23일
- 제19대 봉욱 2013년 12월 24일 ~ 2015년 2월 10일
- 제20대 박정식 2015년 2월 11일 ~ 2015년 12월 23일
- 제21대 한찬식 2015년 12월 24일 ~ 2017년 7월 31일
- 제22대 박윤해 2017년 8월 1일 ~ 2018년 6월 21일
- 제23대 송인택 2018년 6월 22일 ~ 2019년 7월 30일
- 제24대 고흥 2019년 7월 31일 ~ 2020년 8월 10일
- 제25대 이수권 2020년 8월 11일 ~ 2021년 6월 10일
- 제26대 이주형 2021년 6월 11일 ~ 2022년 6월 26일
- 제27대 노정환 2022년 6월 27일 ~ 2023년 8월 24일
- 제28대 한석리 2023년 9월 7일 ~ 2024년 5월 13일
- 제29대 박현준 2024년 5월 13일 ~ 2025년 7월 29일
- 제30대 유도윤 2025년 7월 29일 ~

## 같이 보기
- 울산지방법원